# Jeanne Chevalier
Ne doit pas être confondu avec Jeanne Chevalier (patinage artistique).
Pour les articles homonymes, voir Chevalier.
Jeanne Chevalier, née le 11 mars 1944 à Moutier est une photographe suisse établie à Bienne. Ses photographies rendent compte de ses nombreux voyages entre la Suisse et le parc naturel de Cabo de Gata-Níjar en Andalousie. Le plus souvent en noir et blanc, elles se situent entre la photographie documentaire et la poésie. Son œuvre a fait l'objet de plusieurs expositions en Europe.

## Biographie
Après un apprentissage de photographe chez Marguerite Courvoisier à Bienne, Jeanne Chevalier travaille comme photographe indépendante principalement pour la presse. Elle abandonne toutefois assez rapidement cette activité pour se consacrer entièrement à la photo documentaire et à la photo d'art. En 1982, elle publie Vivances. Images des Franches-Montagnes qui propose une vision très personnelle des Franches-Montagnes. Elle publie également Seeland en 1986, en collaboration avec Marcel Schwander. Récompensé par la Médaille d'argent du Plus beau livre du monde à Leipzig, ce livre démontre une volonté de se détacher du cadre traditionnel de la photographie dite folklorique en donnant une place centrale au paysage du Seeland suisse. Elle revendique ainsi la photographie comme œuvre d'art.  
Rapidement, Jeanne Chevalier est attirée vers l'Espagne et plus précisément vers l'Andalousie. Dans les criques et calanques du littoral d'Almería, elle trouve matière pour la publication de Calas. Du temps avant la parole en 1989. Ses photographies en noir et blanc accompagnent les poèmes de l'espagnol José-Angel Valente. Les deux artistes se rejoignent dans leur recherche de l'élémentaire : l'humain disparaît peu à peu pour laisser voir une réalité géologique à la fois éternelle et tumultueuse. Ce livre donnera lieu à une exposition au musée Photo Élysée de Lausanne la même année ainsi qu'au Museo de Arte Contemporáneo de Sevilla. Il est également récompensé par le prix du livre Kodak à Stuttgart.      
À partir de 1990, elle vit et travaille principalement en Espagne, tout en gardant contact avec Bienne. Elle retourne ainsi en Suisse et publie avec Christian Küchli, en 1992, La forêt suisse. Ses racines, son visage, son avenir qui retrace l'évolution des forêts et la manière dont celles-ci sont façonnées par les hommes. En 2002, elle expose à Madrid lors de la quatrième édition de l'exposition de photographies Entrefotos aux côtés de 37 autres photographes. 
L'année 2006 signe un retour à l'Andalousie puisque Chevalier publie Un miroir au soleil. Almería Bayyana introduit par Bernard Plossu. Elle contribue également à la Revue Trou en proposant une série de photographies de l'artiste Romualda.  
Depuis 2014, elle vit à Bienne. En 2023, elle présente une série de ses photographies sous le titre Dans ma forêt, il y a... dans le cadre du projet Open’Art de la Commune du Mont-sur-Lausanne. 

## Expositions
Jeanne Chevalier a fait l'objet de différentes expositions en Suisse et à l'étranger, notamment à la Galerie Esther Wordehoff à Paris, et en Espagne, à la Galerie Railowski Valencia, Galerie Grafos Arte Almeria, Galerie Caramba Nijar, Galerie Espacio de Los Mundos Bilbao et Vitoria,.
- 1967 : Biel/Bienne, Théâtre de Poche, Jeanne Chevalier.
- 1982 : Nidau, Galerie Suzanne Kupfer, Vivances.
- 1982 : Nidau, Galerie Suzanne Küpfer, Jeanne Chevalier. Survivances (Bilder aus den Freibergen).
- 1984 : Bern, Abbruchgalerie, Jeanne Chevalier. Portraits.
- 1985 : Biel/Bienne, Centre Pasquart, Los Escullos.
- 1985 : Biel/Bienne, Photoforum Pasquart, Jeanne Chevalier.
- 1985 : Wien, Alte Schmiede, Doris Quarella & Jeanne Chevalier. Uri / Jura.
- 1986 : Warschau, Krakau, Katowice, Gdansk, Kielce, [Schweizerische Stiftung für die Photographie], Doris Quarella & Jeanne Chevalier. Uri / Jura (Wanderausstellung).
- 1989 : Lausanne, Musée de l'Élysée, Jeanne Chevalier. Calas, photographies du temps d'avant la parole.
- 1989 : Zürich, FotoFolie, Visages d'Espagnes.
- 1990 : Almeria, Collège des Architectes, Jeanne Chevalier.
- 1990 : Málaga, Musée des Beaux-Arts, Jeanne Chevalier.
- 1990 : Sevilla, Musée de l'Art contemporain, Jeanne Chevalier.
- 1994 : Sala Caballiza, Jeanne Chevalier.
- 1994 : Bern, Foto Galerie, Jeanne Chevalier.
- 1998 : Almeria, Galerie Grafos, Jeanne Chevalier.
- 1998 : Valencia, Galerie Railowski, Jeanne Chevalier.
- 1998 : Nyon, Galerie Focale, Jeanne Chevalier.
- 1999 : Paris, Galerie Esther Woerdehoff, Jeanne Chevalier.
- 2002 : Madrid, Entrefotos, Jeanne Chevalier.
- 2002 : Bilbao, Galerie Espacio de Los Mundos, Jeanne Chevalier.
- 2008 : Musée jurassien des Arts, Jeanne Chevalier.
- 2015 : Biel/Bienne, Spitalzentrum, Jeanne Chevalier.

## Prix et distinctions
Jeanne Chevalier obtient à trois reprises la bourse fédérale des arts appliqués en 1969, 1973 et 1982. Elle reçoit également de nombreux autres prix pour son travail : 
- 1985 : Canton de Berne, Prix de la Photographie.
- 1987 : Ville de Bienne/Stadt Biel, Kunstpreis pour l'ensemble de son œuvre.
- 1987 : Canton de Berne, Prix de la Photographie, Prix de Reconnaissance.
- 1987 : Nijar, Premio Nacional de Fotografía.
- 1988 : Leipzig, Silbermedaille Schönstes Buch der Welt pour See Land.
- 1989 : Stuttgart, Kodak-Preis.

## Publications
- Un miroir au soleil Almeria-Bayyana, Édition Clandestin, 2006 (ISBN 978-3-905297-13-3, 3-905297-13-2 et 978-2-88370-004-8, OCLC 428152509)
- Voix du silence = Voces del silencio ; À partir de rien, la vie = Con casi nada, la vida ; Plus loin, il y a la ville = Más allá, está la ciudad, Canal 1, 1998 (ISBN 2-88370-002-8 et 978-2-88370-002-4, OCLC 1025724922)
- José Ángel Valente, Campo : Cabo de Gata - Níjar 1985-1993, Mestizo A.C., 1994 (ISBN 2-88370-001-X et 978-2-88370-001-7, OCLC 716539677).
- Jeanne Chevalier et J. B. Chappuis, La forêt suisse : ses racines, ses visages, son avenir, Éd. Payot Lausanne, 1992 (ISBN 2-601-03115-8 et 978-2-601-03115-7, OCLC 27369954, consulté le=2023-03-11), Avec texte de Christian Küchli
- José Ángel Valente, Campo : Cabo de Gata - Níjar 1985-1993, Mestizo A.C., 1994 (ISBN 2-88370-001-X et 978-2-88370-001-7, OCLC 716539677).
- Vivances images des Franches-Montagnes, 1982
- Calas, 1989